# Matthias Scheit

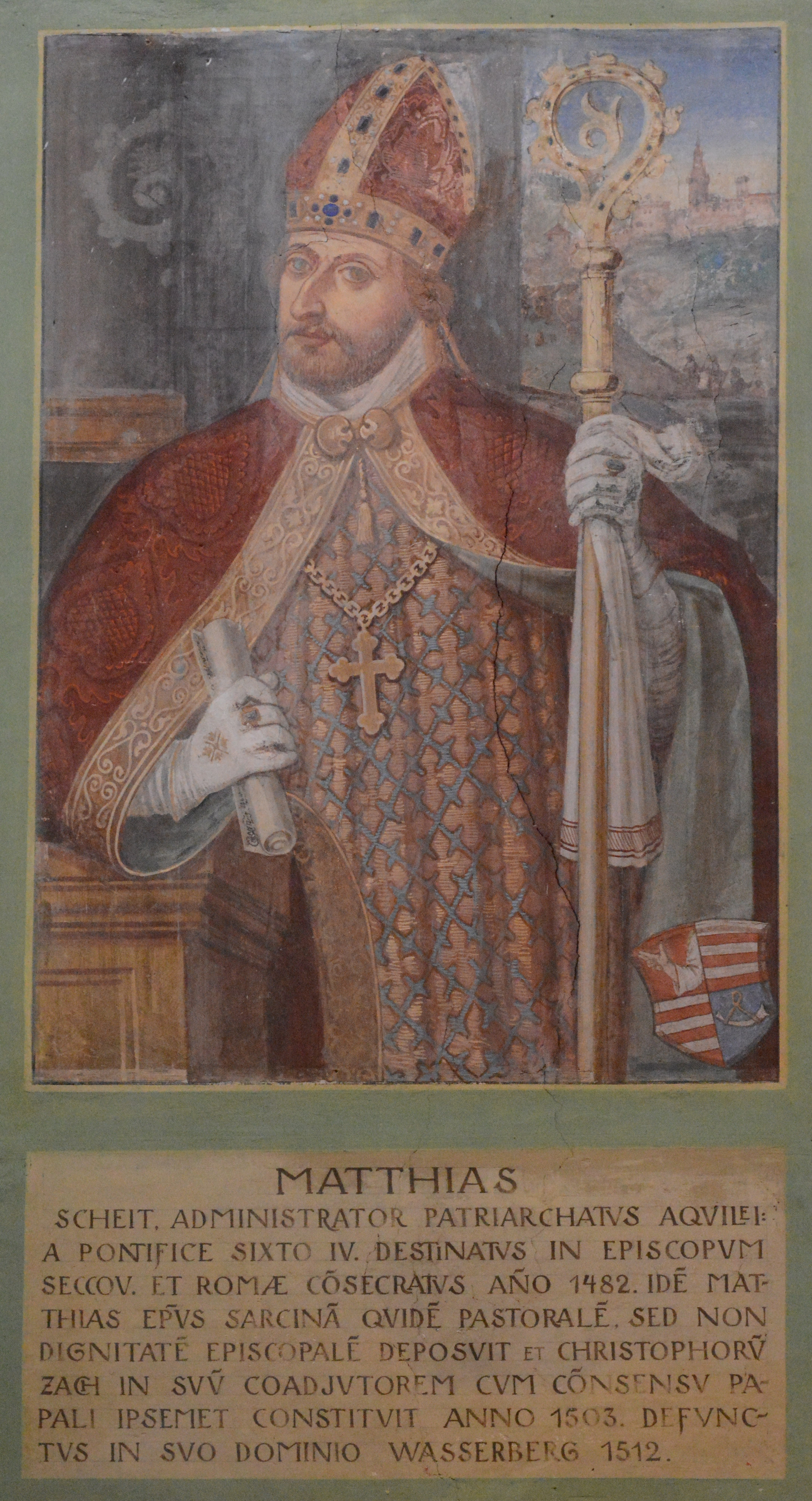
Halbfigurenportrait Bischof Matthias Scheit, Basilika Seckau, Bischofskapelle (Darstellung um 1595)

Matthias Scheit, auch Scheidt, (* um 1440; † wahrscheinlich am 15. Februar 1512 im Schloss Wasserberg) war 1481–1512 Bischof von Seckau. Dass er 1490–1493 Administrator von Wien war, ist ein Irrtum.

## Leben
Matthias Scheit war möglicherweise ein unehelicher Sohn der niederadeligen Familie der Herren von Westerstetten, deren Angehörige mehrfach als Scheits Blutsverwandte bezeichnet wurden. Dass er 1467 die Legitimierung der Brüder Walter und Augustin Scheit zu Erbach (Donau) erreichte, gibt einen Hinweis auf seine Herkunft. Der angebliche Geburtsort Westerstetten beruht auf einem Irrtum.
1456 studierte er in Paris. Seine erste – von vielen – Pfründen war 1464 die eines Pfarrverwesers zu Erbach. Enge Kontakte unterhielt er zu Kaiser Friedrich III., was seine Karriere förderte. 1466 wurde er kaiserlicher Kaplan. Im gleichen Jahr bestätigte dieser den Brüdern Matthias, damals Pfarrer zu Achstetten, und Konrad Scheit ihr Familienwappen (ein Jagdhorn). 1467 wurde er zum kaiserlichen Hofpfalzgrafen ernannt. Er führte in Folge Prozesse beim kaiserlichen Kammergericht und war im Umfeld des Kaiserhofes tätig.
Im Konstanzer Bistumsstreit nach dem Tod von Hermann von Breitenlandenberg am 18. September 1474 stritten der von Papst Sixtus IV. als Koadjutor mit dem Recht der Nachfolge eingesetzte Dr. Ludwig von Freiberg, unterstützt von Herzog Sigmund von Tirol, und der vom Domkapitel gewählte Graf Otto von Sonnenberg, für den der Kaiser und die Eidgenossen Partei nahmen. Scheit stellte sich auf die Seite Freibergs. Nach einem erfolgreichen Eintreten für diesen in Rom stand Scheit seit April 1475 in einem Dienst- und Ratsverhältnis zu Sigmund. Ende Juli 1476 wurde Scheit auf Geheiß des Kaisers, der ihm Eidbruch vorwarf, gefangen genommen. Scheits Verwandter Maulhans von Westerstetten rächte sich mit einem Anschlag auf das sonnenbergische Munderkingen. Acht Monate blieb Scheit ein Gefangener. Seine Schadensersatzforderungen nach der Freilassung blieben in Innsbruck zwar erfolglos, doch wurde er mit einträglichen Pfründen belohnt. 1478 verschaffte ihm Sigmund die Pfarrei Ensisheim, die der Universität Freiburg unterstand, an der sich Scheit im gleichen Jahr einschrieb. An ihr muss er Doktor des Kirchenrechts geworden sein (er erscheint erstmals im März 1480 als Doctor decretorum).
Im Sommer 1481 fasste Scheit den Plan, Bischof von Seckau zu werden. Er gewann dafür die Unterstützung Herzog Sigmunds. Am 10. Dezember 1481 verzichtete der Seckauer Bischof Johann Serlinger auf sein Bistum. Scheit wurde durch Papst Sixtus IV. zu dessen Nachfolger bestimmt. Seine Bischofsweihe erhielt er in Rom. Mit dem Kaiser kam es zu einer Aussöhnung, denn 1483 wurde Scheit kaiserlicher Rat.
Da Teile des Bistumsguts in den Händen des Ungarnkönigs Matthias Corvinus waren, beteiligte sich Scheit selbst an den Kämpfen zur Rückeroberung. Die Burg Wasserberg belagerte er selbst und konnte sie einnehmen. 1484 wurde er kurzzeitig von den Ungarn gefangen genommen. Nach der Freilassung erhielt er reiche kaiserliche Privilegien. Als der Kaiser im selben Jahr die Steiermark (auf immer) verließ, setzte er fünf Anwälte (Statthalter) seines Vertrauens ein: dies waren neben Bischof Matthias Scheit, der Burggraf von Graz Ulrich III. von Graben, Friedrich von Stubenberg, der Verweser der steirischen Landeshauptmannschaft Christoph von Mindorf sowie der kaiserliche Sekretär Andreas am Stein.
1489 war er kaiserlicher Gesandter an der Kurie und Generalkommissar für den Kreuzzugablass in der Salzburger Kirchenprovinz und in den österreichischen Ländern. Nach dem Tod von Matthias Corvinus gehörte er der Gesandtschaft nach Ungarn wegen der Stephanskrone an.
Pläne, Matthias Scheit zum Bischof von Gurk oder Administrator von Salzburg zu erheben, scheiterten. Auch konnte er sich nicht bei der Besitzung der Administration des Bistums Wien 1492 durchsetzen.
Am 29. Juli 1502 verzichtete er freiwillig auf die Bischofswürde auf Wunsch von König Maximilian I., für den Scheit weit weniger wichtig war als für Friedrich III., zugunsten von Christoph von Zach, eines Vertrauten von Scheit. Maximilian wollte ursprünglich, dass Zach Koadjutor würde, konnte dies aber gegen den Salzburger Erzbischof nicht durchsetzen. Im Streit um die Gerichtsbarkeit – das Domkapitel stand gegen Scheit – sollte Scheit aus der Schusslinie genommen werden. Scheit behielt den Titel eines Bischofs sowie seine bischöflichen Einkünfte. Ihm oblag die weltliche und geistliche Verwaltung des Bistums. Er blieb faktisch Bischof. Ihm wurde das Recht zugesprochen, im Fall der Erledigung des Bischofamts wieder die Nachfolge anzutreten, was 1508 auch eintrat, als Zach während einer Reise verstarb. Scheit wurde in der Person von Christoph Rauber ein Koadjutor zur Seite gestellt, den er jedoch von den Regierungsgeschäften weitgehend ausschloss.
Das mit dem Bischof in einem lang anhaltenden Streit befindliche Domstift erreichte die Verurteilung und Exkommunikation von Matthias Scheit. Sein Nachfolger Rauber erwirkte aber die posthume Aufhebung der Exkommunikation und ermöglichte so die Beisetzung des Leichnams im Dom zu Seckau. Der bescheidene Grabstein befindet sich im Kreuzgang.

## Lehrer von Paracelsus?
Scheit widmete sich in seinen letzten Jahren unter anderem der Erziehung des 1493 oder 1494 geborenen Paracelsus, glaubt man einer autobiographischen Äußerung des Mediziners. Ein unabhängiges Zeugnis dafür existiert nicht.

## Bibliothek

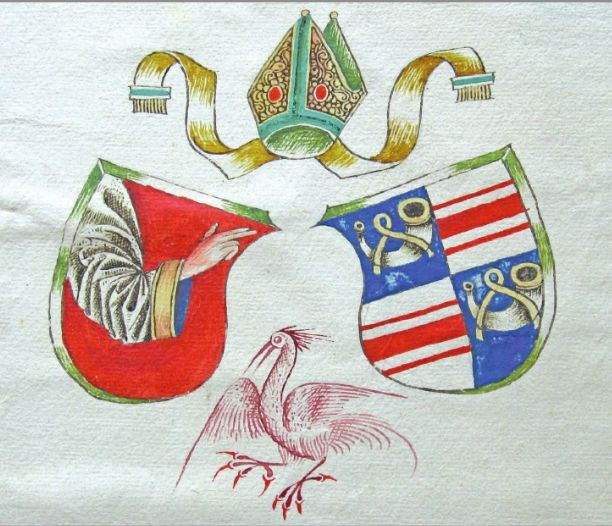
Wappen als Bucheignerzeichen

Kleine Reste seiner Bibliothek sind in den Universitätsbibliotheken Graz und Salzburg erhalten geblieben. Einzelstücke befinden sich in Lemberg und Paris. Fünf Einbände stellte Johannes Richenbach in Geislingen für Scheit her. Im Stift Heiligenkreuz wird eine in Scheits Besitz befindliche Bibelhandschrift aufbewahrt. Ihm gehörte auch eine Handschrift über den Exorzismus in der Universitätsbibliothek Salzburg (Cod. M II 89).
Benno Roth verfasste einen Aufsatz darüber.

## Porträts
Frühneuzeitliche Phantasie-Bildnisse existieren im Rahmen von Bischofsreihen Seckauer Dom (Abbildung oben) und im Schloss Seggau.